# Laconia (New Hampshire)
Laconia è una città degli Stati Uniti d'America, capoluogo della contea di Belknap nello stato del New Hampshire.